# Filip Johansson
John Filip Valter Johansson, "Svarte Filip", född 21 januari 1902 i Nödinge, död 1 november 1976 i Surte, var en svensk bandy- och fotbollsspelare. Säsongen 1924/1925 blev Johansson skyttekung med 39 allsvenska mål på 21 matcher. Han är därmed den spelare på herrsidan som i Sveriges högsta fotbollsserie gjort flest mål under en och samma säsong.

## Karriär
Johansson spelade i klubbarna Fässbergs IF, IFK Göteborg och Gårda BK. Han började karriären i Surte IS som ungdom men gick sedan till Fässbergs IF där han tog hem ett SM-guld för Mölndalsklubben. Han fick senare lämna denna klubb då den hade nekats att vara med i den första säsongen av Fotbollsallsvenskan, och spelade därefter i IFK Göteborg mellan 1924 och 1933. Han avslutade karriären med att spela i Gårda BK som på 1930-talet gjorde åtta säsonger i allsvenskan till 1936.
Johansson ligger på andra plats i IFK Göteborgs interna skytteliga genom tiderna efter Torbjörn Nilsson med 329 mål på 277 matcher. Totalt gjorde Johansson 182 allsvenska mål för IFK Göteborg och Gårda BK. Hans 39 mål från Allsvenskans inledningssäsong 1924/1924 är fortfarande gällande allsvenskt rekord; säsongen omfattade 22 omgångar och "Svarte Filip" var på planen i 21 av matcherna.
Filip Johansson gjorde också 16 landskamper på vilka han gjorde 14 mål. I landslagsdebuten mot Finland gjorde han alla fyra målen i en match som slutade 4-0.
Johansson spelade även bandy i Surte IS, sedermera Surte SK/Ale-Surte BK. Precis som i fotbollen var hans styrka när han spelade bandy hans hårda skott och delvis tekniken. Smeknamnet "Svarte Filip" fick han på grund av sitt tjocka och svarta hår.